# Torben Østerå
Torben Østeraa født 1955 er en tidligere dansk atlet. Han var medlem af Aalborg AK.

## Danske mesterskaber
- Guld 1977 Trespring 14,31w

## Personlige rekord
- Højdespring: 1,93 Skovdalen Atletikstadion, Aalborg 29. august 1977
- Trespring: 14,31w Hvidovre Stadion 27. august 1977[1]